# Plesianthidium volkmanni
Plesianthidium volkmanni är en biart som först beskrevs av Heinrich Friese 1909.  Plesianthidium volkmanni ingår i släktet Plesianthidium och familjen buksamlarbin. Inga underarter finns listade i Catalogue of Life.